# آدم براند (كاتب أغاني)
آدم براند (بالإنجليزية: Adam Brand)‏ هو كاتب أغاني أسترالي، ولد في 27 يناير 1970 في برث في أستراليا.

## وصلات خارجية
- آدم براند على موقع IMDb (الإنجليزية)
- آدم براند على موقع ميوزك برينز (الإنجليزية)
- آدم براند على موقع أول ميوزيك (الإنجليزية)
- آدم براند على موقع ديسكوغز (الإنجليزية)